# João Agripino
João Agripino Filho (Brejo do Cruz, 1 de março de 1914 — João Pessoa, 6 de fevereiro de 1988), nascido João Mariz Maia  foi um pecuarista, advogado, promotor de justiça, empresário e político brasileiro. Foi deputado federal, senador e governador do estado da Paraíba.

## Formação familiar e acadêmica
Filho de João Agripino Maia de Vasconcelos II e Angelina Mariz Maia, pertencia a famílias de grande influência política e econômica no estado da Paraíba, com origens no sertão paraibano, mais precisamente em Catolé do Rocha e no Rio Grande do Norte, a família Maia. Também pertencia a outra importante família da Paraíba, com raízes em Sousa, os Mariz.
Era irmão de Tarcisio Maia  que foi governador do Rio Grande do Norte no período (1975-1979), primo de Lavosier Maia que também foi governador do estado do Rio Grande do Norte entre 1979-1982, tio do senador José Agripino Maia (DEM-RN), que foi prefeito de Natal (1979-1982) e duas vezes governador do RN (1983-1986 e 1991-1994), primo do Governador Antonio Mariz e parente de César Maia e Rodrigo Maia. Era ainda primo e cunhado do chefe político de Catolé do Rocha, coronel José Sergio Maia de Vasconcelos, no qual foi prefeito de Catolé do Rocha por quatro mandatos.
Começou seus estudos na Escola D. Higina e posteriormente foi estudar em João Pessoa, no Liceu Paraibano. Prestou vestibular para Direito e formou-se Bacharel em Ciências Jurídicas e Sociais pela Faculdade de Direito do Recife, foi líder estudantil, fazendo parte do grupo que se opunha ao integralismo e ao nazismo. Foi professor primário, promotor público no Rio Grande do Norte e na Paraíba, e advogado de pequenos camponeses.

## Carreira política
João Agripino foi procurador da prefeitura do Brejo do Cruz, promotor público do Jardim do Seridó e um dos fundadores da União Democrática Nacional (UDN), candidatou-se nessa legenda, pelo seu estado, em 1946, cumprindo sucessivos mandatos, até 1961. Licenciou-se, nesse ano, para ser o primeiro titular do Ministério de Minas e Energia, permanecendo no cargo durante o governo Jânio Quadros, de 31 de janeiro a 25 de agosto de 1961, voltando à câmara federal.
Foi reeleito e, em 1962, elegeu-se ao Senado. Apoiou o movimento militar que, em 1964, depôs o presidente João Goulart; com a instauração do bipartidarismo, filiou-se à Aliança Renovadora Nacional (ARENA). Foi governador da Paraíba, de 31 de janeiro de 1966 a 15 de março de 1971; seu antecessor foi Pedro Gondim e foi sucedido por Ernâni Sátiro através do voto indireto; diretor do Banco Industrial de Campina Grande; ministro do Tribunal de Contas da União (TCU) (1973), do qual foi presidente. 
Com a volta do pluripartidarismo, filiou-se, em 1981, ao Partido Popular (PP), e, com a incorporação deste ao Partido do Movimento Democrático Brasileiro (PMDB), elegeu-se, nessa legenda deputado federal, em 1982.

### Trabalhos publicados
- O Brasil em desordem. Brasília: Câmara dos Deputados, Coordenação de publicações, 1985. 41 p.
- Relatório sobre as contas do Presidente da República. Brasília: Tribunal de Contas da União, 1971 . 283 P.